# Acide olivétolique
L'acide olivétolique (ou olivetolique, parfois noté OLA pour OLivetolic Acid) est un composé organique que l'on retrouve parmi les intermédiaires de biosynthèse des cannabinoïdes. Il est présent en faible quantité dans le cannabis. 
L'ester dimère de l'acide olivétique (l'acide anziaique) est par ailleurs retrouvé dans certains lichens.
La production par la plante (Cannabis sativa) étant limitée, et son extraction délicate en raison des nombreux autres composés présents, des recherches sont effectuées pour en obtenir la production ciblée à partir de micro-organismes génétiquement modifiés (levures du type Yarrowia lipolytica ou bactéries du type Escherichia coli).  